# Donaci Valent
Donaci Valent (en llatí Donatius Valens) era un centurió de l'exèrcit d'Hordeoni Flac a Germània al segle i.
Amb alguns altres va intentar protegir les imatges de l'emperador Galba de la resta de soldats revoltats en favor d'Aule Vitel·li, però van ser detinguts. Valent fou executat molt poc temps després, segons diu Tàcit.